# The Guilty Generation
Pour plus de détails, voir Fiche technique et Distribution.
The Guilty Generation est un film américain réalisé par Rowland V. Lee, sorti en 1931.

## Synopsis
Les enfants de gangsters rivaux tombent amoureux et se battent pour échapper à la notoriété de leurs parents.

## Fiche technique
- Titre : The Guilty Generation
- Réalisation : Rowland V. Lee
- Scénario : Jack Cunningham d'après la pièce de Jo Milward et J. Kirby Hawks
- Photographie : Byron Haskin
- Montage : Otis Garrett
- Pays de production : États-Unis
- Format : Noir et blanc - 1,37:1 - Mono
- Date de sortie : 1931

## Distribution
- Leo Carrillo : Mike Palmero
- Constance Cummings : Maria Palmero
- Robert Young : Marco Ricca
- Leslie Fenton : Joe Palmero
- Boris Karloff : Tony Ricca
- Emma Dunn : Nina Palmero
- Eddie Boland : Willie